# Ceryx ginorea
Ceryx ginorea är en fjärilsart som beskrevs av Swinhoe 1894. Ceryx ginorea ingår i släktet Ceryx och familjen björnspinnare. Inga underarter finns listade i Catalogue of Life.